# Myles O'Connor
Myles O'Connor, född 2 april 1967, är en kanadensisk före detta professionell ishockeyback som tillbringade fyra säsonger i den nordamerikanska ishockeyligan National Hockey League (NHL), där han spelade för ishockeyorganisationerna New Jersey Devils och Mighty Ducks of Anaheim. Han producerade sju poäng (tre mål och fyra assists) samt drog på sig 69 utvisningsminuter på 43 grundspelsmatcher. O'Connor spelade även för Utica Devils i American Hockey League (AHL), San Diego Gulls och Houston Aeros i International Hockey League (IHL), Nippon Paper Cranes i Japan Ice Hockey League (JIHL) och Michigan Wolverines (University of Michigan) i National Collegiate Athletic Association (NCAA).
Han draftades i tredje rundan i 1985 års draft av New Jersey Devils som 45:e spelare totalt.
O'Connor är far till ishockeyspelaren Logan O'Connor som spelar inom organisationen för Colorado Avalanche i NHL.

## Statistik
| 1984–1985   | Notre Dame Hounds       | SJHL        | 40  | 20 | 35  | 55  | 40  | 8  | 1 | 2 | 3 | 14  |
| 1985–1986   | Michigan Wolverines     | NCAA        | 37  | 6  | 19  | 25  | 73  | —  | — | — | — | —   |
|             | Kanadas herrlandslag    |             | 8   | 0  | 0   | 0   | 0   | —  | — | — | — | —   |
| 1986–1987   | Michigan Wolverines     | NCAA        | 39  | 15 | 30  | 45  | 111 | —  | — | — | — | —   |
| 1987–1988   | Michigan Wolverines     | NCAA        | 40  | 9  | 25  | 34  | 78  | —  | — | — | — | —   |
| 1988–1989   | Michigan Wolverines     | NCAA        | 40  | 3  | 31  | 34  | 91  | —  | — | — | — | —   |
|             | Utica Devils            | AHL         | 1   | 0  | 0   | 0   | 0   | —  | — | — | — | —   |
| 1989–1990   | Utica Devils            | AHL         | 76  | 14 | 33  | 47  | 124 | 5  | 1 | 2 | 3 | 26  |
| 1990–1991   | New Jersey Devils       | NHL         | 22  | 3  | 1   | 4   | 41  | —  | — | — | — | —   |
|             | Utica Devils            | AHL         | 33  | 6  | 17  | 23  | 62  | —  | — | — | — | —   |
| 1991–1992   | New Jersey Devils       | NHL         | 9   | 0  | 2   | 2   | 13  | —  | — | — | — | —   |
|             | Utica Devils            | AHL         | 66  | 9  | 39  | 48  | 184 | —  | — | — | — | —   |
| 1992–1993   | New Jersey Devils       | NHL         | 7   | 0  | 0   | 0   | 9   | —  | — | — | — | —   |
|             | Utica Devils            | AHL         | 9   | 1  | 5   | 6   | 10  | —  | — | — | — | —   |
| 1993–1994   | Mighty Ducks of Anaheim | NHL         | 5   | 0  | 1   | 1   | 6   | —  | — | — | — | —   |
|             | San Diego Gulls         | IHL         | 39  | 1  | 13  | 14  | 117 | 9  | 1 | 4 | 5 | 83  |
| 1994–1995   | San Diego Gulls         | IHL         | 16  | 1  | 4   | 5   | 50  | 5  | 0 | 1 | 1 | 0   |
| 1995–1996   | Houston Aeros           | IHL         | 80  | 2  | 24  | 26  | 256 | —  | — | — | — | —   |
| 1996–1997   | Houston Aeros           | IHL         | 3   | 0  | 0   | 0   | 6   | —  | — | — | — | —   |
|             | Cincinnati Cyclones     | IHL         | 62  | 0  | 4   | 4   | 241 | 3  | 0 | 0 | 0 | 34  |
| 1997–1998   | Nippon Paper Cranes     | JIHL        | 31  | 4  | 11  | 15  | 107 | —  | — | — | — | —   |
| NHL totalt  | NHL totalt              | NHL totalt  | 43  | 3  | 4   | 7   | 69  | —  | — | — | — | —   |
| AHL totalt  | AHL totalt              | AHL totalt  | 185 | 30 | 94  | 124 | 380 | 5  | 1 | 2 | 3 | 26  |
| IHL totalt  | IHL totalt              | IHL totalt  | 200 | 4  | 45  | 49  | 670 | 17 | 1 | 5 | 6 | 117 |
| NCAA totalt | NCAA totalt             | NCAA totalt | 156 | 33 | 105 | 138 | 353 | —  | — | — | — | —   |